# Giovanni Corti
Pour les articles homonymes, voir Corti.
Monseigneur Giovanni Corti est un évêque de Mantoue, né le 14 avril 1797 à Pomerio (Côme), mort le 12 décembre 1868 à Mantoue, de tendance libéral, contre l'occupation autrichienne de la province de Mantouane, pendant le risorgimento. Il est forcé de lire l’acte de condamnation de son ami prêtre Enrico Tazzoli en 1853, ordonné prêtre par lui.

## Biographie
Giovanni Corti est ordonné évêque le 12 avril 1847. Pendant le risorgimento, à Mantoue un groupe de patriotes italiens se réunissent secrètement, et s'organisent en mouvement de conspiration. L'instigateur du groupe est un prélat, Enrico Tazzoli, proche du mouvement mazzinien.  Les projets révolutionnaires avortent et tous les patriotes mantouans sont condamnés à la pendaison. Monseigneur Giovanni Corti, évêque de Mantoue refuse de procéder à la lecture de l’acte de condamnation du prêtre Enrico Tazzoli.
Les autorités autrichiennes obtiennent un ordre spécial de Pie IX, qui désavoue l'évêque le 24 novembre 1853, celui-ci est forcé de procéder à la lecture de l’acte de condamnation du prêtre Enrico Tazzoli, de lui faire retirer ses vêtements consacrés et de lui ôter avec un couteau la peau des doigts qui avait touché l'hostie de l'eucharistie. Monseigneur Giovanni Corti meurt dans son diocèse le 12 décembre 1868 à Mantoue.